# ووچیترن
ووچیترن (به صربی: Вучитрн) شهری در منطقه کوسوفسکا متروویسا کشور کوزوو است که در سرشماری سال ۲۰۱۱ میلادی، ۶۹٬۸۸۱ نفر جمعیت داشته‌است.